# Matthew Giuffre
Matthew Giuffre, né le 8 juin 1982 à Edmonton, est un joueur professionnel de squash représentant le Canada. Il atteint le 38e rang mondial en août 2006, son meilleur classement.

## Biographie
Matthew Giuffre a joué de 2002 à 2010 sur le PSA World Tour et a remporté deux tournois. Il a atteint son meilleur classement avec la 38e place en août 2006.
Avec l'équipe nationale canadienne, il participe aux championnats du monde par équipes en 2005 et 2007. Il représente le Canada aux Jeux mondiaux de 2005 et est éliminé au premier tour en trois sets par Peter Nicol. Lors des Jeux du Commonwealth 2006, il fait partie de l'équipe canadienne. En simple, il échoue en huitième de finale, toujours contre Peter Nicol. Il atteint les huitièmes de finale en double avec Shawn Delierre et en mixte avec Runa Reta. En 2007, il est vice-champion du Canada face à Shahier Razik.

## Palmarès

### Finales
- Championnats du Canada : 2007